# Singahi Bhiraura
Singahi Bhiraura è una suddivisione dell'India, classificata come nagar panchayat, di 17.125 abitanti, situata nel distretto di Lakhimpur Kheri, nello stato federato dell'Uttar Pradesh.